# Joseph Bourret
Pour les articles homonymes, voir Bourret.
Joseph Bourret, né le 18 juin 1802 à Rivière-du-Loup-en-Haut (Louiseville), et mort le 5 mars 1859 à Montréal, est un avocat, homme politique et seigneur canadien-français.
Il a été maire de Montréal de 1842 à 1844 et de 1847 à 1849.

## Biographie
Joseph Bourret s’établit à Montréal après des études classiques au Collège de Nicolet. Il est admis au barreau en 1823. Tout en pratiquant sa profession d'avocat, il s'implique aussi en politique. Il participe notamment à la mise sur pied de la Société Saint-Jean-Baptiste de Montréal en 1843, qu’il dirige de 1848 à 1849. Il est également l’un des cofondateurs de la Banque d'épargne de Montréal.
Nommé échevin à Montréal en 1840, il représente le Quartier Centre de 1842 à 1846 et le Quartier Saint-Antoine de 1846 à 1850. Lors de ses deux mandats à la mairie de Montréal, il lance plusieurs projets qui sont pour la plupart achevés au cours des mandats de ses successeurs.comme la construction du marché Bonsecours, projet lancé en 1844, mais dont la pose de la pierre angulaire est effectuée par le maire James Ferrier. C’est également le cas de la municipalisation du réseau de l’aqueduc, dont l’idée revient à Joseph Bourret et à son conseil mais ne se concrétise qu'en 1845.
En 1842, il devient seigneur en acquérant l'arrière-fief La Gauchetière, dans la seigneurie de l'Île-de-Montréal, conjointement avec Louis-Hippolyte Lafontaine et Pierre Beaubien.

## Sources
- Luc Desrochers, Bourret est devenu maire grâce à l'influence de La Fontaine, La Presse, 19 janvier 1992, p. A6.
- Site de la Ville de Montréal, Fiche de Joseph Bourret